# Orodes I de Pàrtia
|  | Per a altres significats, vegeu «Orodes». |

Orodes I va ser rei arsàcida de Pàrtia entre els anys 90 aC i 80 aC aproximadament.
Sembla que era un fill de Mitridates II, que havia pretès el tron abans de la mort del seu pare, i que va entrar en guerra contra Gotarces I, un usurpador del tron.
Va lluitar contra Gotarces I amb cert èxit, i després es va haver d'enfrontar amb les tribus escites que feien incursions als territoris del nord i de l'est de Pàrtia. Orodes desapareix, i no se'n coneixen les circumstàncies. Les últimes monedes encunyades al seu nom van ser emeses l'any 80 aC.
Orodes I sembla que va aconseguir eliminar tant a Mitridates II com a Gotarces I i devia ser rei de tot l'imperi part cap al 87 aC. Li va sortir un rival desconegut que probablement va ser el seu successor, Sanatroces I. Sanatroces va ser rei únic l'any 77 aC.